# 新疆生产建设兵团第三师
新疆生产建设兵团第三师，简称第三师（前称新疆生产建设兵团农业建设第三师，简称农三师），是新疆生产建设兵团的师，为正地厅级单位。三师与新疆维吾尔自治区图木舒克市实行“师市合一”，管理团场位于喀什地区、克孜勒苏柯尔克孜自治州境内。全师土地总面积8118平方公里，总人口32.66万，师部驻地图木舒克市。

## 沿革
第三师成立于1966年1月。2002年9月，国务院以国函〔2002〕82号文件批复设立图木舒克市。2004年1月19日，图木舒克市挂牌成立。

## 团场
第三师现辖1个县级市、11个团、3个农场、2个牧场、14个镇（实行“团镇合一”管理体制）。
- 县级市：图木舒克市
- 团：四十一团草湖镇、四十二团龙口镇、四十四团永安镇（含五十二团）、四十五团前海镇（含四十三团）、四十六团永兴镇、四十八团河东镇、四十九团海安镇、五十团夏河镇（第六师代管）、五十一团唐驿镇、五十三团金胡杨镇、五十四团兴安镇（原莎车农场）
- 农场：伽师总场嘉和镇、东风农场东风镇、红旗农场红石榴镇
- 牧场：叶城二牧场杏花镇、托云牧场兴边镇